# Jadwiga Kita-Huber
Jadwiga Kita-Huber – polska filolog, germanistka, literaturoznawczyni, dr hab. nauk humanistycznych, profesor uczelni, prodziekan Wydziału Filologicznego Uniwersytetu Jagiellońskiego, pracownik naukowy Instytutu Filologii Germańskiej Uniwersytetu Jagiellońskiego.

## Życiorys
W 1998 r. ukończyła studia filologiczne na Uniwersytecie Jagiellońskim, w 2003 r. obroniła pracę doktorską pt. Verdichtete Sprachlandschaften. Paul Celans lyrisches Werk als Gegenstand von Interpretation und Übersetzung, której promotorem był prof. Krzysztof Lipiński. W 2016 r. habilitowała się na podstawie pracy zatytułowanej Jean Paul und das Buch der Bücher. Zur Poetisierung biblischer Metaphern, Texte und Konzepte.
Pracuje na stanowisko profesora uczelni w Instytucie Filologii Germańskiej. Jest prodziekanem Wydziału Filologicznym Uniwersytetu Jagiellońskiego.
Jest członkiem Komisji Neofilologicznej Polskiej Akademii Umiejętności.